# Лесные ласточки
Лесные ласточки  (лат. Progne) — род птиц семейства ласточковых. В состав рода включают 9 видов. Все представители рода распространены в Америке.

## Таксономия и этимология
Род Progne был введён в 1826 году немецким зоологом Фридрихом Бойе для Progne subis. Название рода относится к Прокне (др.-греч. Πρόκνη), мифологической девушке, которая была превращена в ласточку, чтобы спасти её от мужа. Она убила их сына, чтобы отомстить за изнасилование своей сестры.

## Классификация
В состав рода включают 9 видов:
| Изображение | Научное название    | Русское название              | Распространение |
| ----------- | ------------------- | ----------------------------- | --- |
|             | Progne tapera       | Бурогрудая лесная ласточка    | Аргентина, Боливия, Бразилия, Чили, Колумбия, Коста-Рика, Эквадор, Французская Гвиана, Гайана, Панама, Парагвай, Перу, Пуэрто-Рико, Суринам, Соединенные Штаты Америки, Уругвай, Венесуэла, залёты в Чили и на Фолклендские острова |
|             | Progne murphyi      |                               | Перу и крайний север Чили |
|             | Progne modesta      | Вилохвостая лесная ласточка   | Галапагосские острова |
|             | Progne subis        | Пурпурная лесная ласточка     | Западное побережье Северной Америки от Британской Колумбии до Мексики, зимует в бассейне Амазонки |
|             | Progne elegans      |                               | Аргентина и южная Боливия |
|             | Progne chalybea     | Серогрудая лесная ласточка    | Центральная и Южная Америка |
|             | Progne sinaloae     |                               | Мексика |
|             | Progne cryptoleuca  |                               | Куба |
|             | Progne dominicensis | Доминиканская лесная ласточка | Материковая часть Центральной и Южной Америки, Карибские острова от Ямайки на восток до Тобаго |